# Liege & Lief
Liege & Lief je čtvrté studiové album anglické folkrockové kapely Fairport Convention. Vydáno bylo v prosinci roku 1969 společností Island Records jako poslední ze tří alb, která toho roku kapela vydala. Nahráno bylo během října a počátku listopadu 1969 v londýnském studiu Sound Techniques. V Britské albové hitparádě se umístilo nejlépe na sedmnáctém místě.

## Seznam skladeb
| Pořadí | Název              | Délka |
| ------ | ------------------ | ----- |
| 1.     | Come All Ye        | 4:55  |
| 2.     | Reynardine         | 4:33  |
| 3.     | Matty Groves       | 8:08  |
| 4.     | Farewell, Farewell | 2:38  |
| 5.     | The Deserter       | 4:10  |
| 6.     | Medley             | 4:00  |
| 7.     | Tam Lin            | 7:20  |
| 8.     | Crazy Man Michael  | 4:35  |

## Obsazení
- Sandy Denny – zpěv
- Dave Swarbrick – housle, viola
- Richard Thompson – kytara, doprovodné vokály
- Simon Nicol – kytara, doprovodné vokály
- Ashley Hutchings – baskytara, doprovodné vokály
- Dave Mattacks – bicí, perkuse